# Ángel Barrios Fernández
Ángel Barrios Fernández (Granada, Andalusia, 4 de gener de 1882 - Madrid, Castella, 26 de novembre de 1964) fou un compositor musical andalús.
Feu els primers estudis a Granada on va cursar harmonia amb el mestre Segura: més tard se'n va anar cap a París, on va estudiar amb l'insigne mestre Gedalge. D'aquesta època neix la data de la seva excursió amb el cèlebre trio Iberia, del qual en fou l'iniciador, que va fer gires amb molt èxit arreu de França, Anglaterra i Itàlia. Aquest trio estava compost dels instruments espanyols guitarra, llaüt i bandúrria, i el seu repertori era obres exclusivament espanyoles dels mestres Albéniz, Breton, Falla, Turina i Barrios. Aquest trio va estrenar l'obra cimera d'Albéniz, Iberia.
Barrios fou un gran guitarrista, dominava aquest instrument amb gran perfecció; profund coneixedor de la música i cant flamenc, fou el millor intèrpret d'aquestes expressions artístiques populars que tenen el seu més caracteritzat ambient en el pintoresc barri de l'Albaicín granadí. Més tard es traslladà a Madrid on va continuar els seus estudis amb Conrado del Campo.
Els primers grans èxits d'aquests mestre foren els assolits amb els seus poemes simfònics Zambra en el Albaicín i Una copla en la Fuente del Avellano, estrenats al Teatro Real de Madrid per l'Orquestra Simfònica dirigida pel mestre Fernández Arbós i executats després per la Filharmònica de Pérez Casas.
Té il·lustracions musicals als llibres de Francisco Villaespesa i MacKinlay titulats Aben Humeya i Danza de la cautiva. Fou director del Real Conservatorio Victoria Eugenia, catedràtic de música de la Universitat de Granada i acadèmic de número de la Real Provincial de Bellas Artes de Granada.
Estrenà en col·laboració amb el mestre Conrado del Campo, la seva òpera El Avapiés (1918), al Teatro Real amb la soprano Ofelia Nieto i la contralt Maria Gay dirigida per Enrique Fernández Arbós. Al concurs obert per la Societat d'Autors Espanyols va obtindre el premi de preferència posant música a la sarsuela La Suerte, estrenada amb gran èxit al Teatro Apolo de Madrid.
A més de les obres mencionades va escriure pel teatre altres sarsueles, entre les que cal mencionar: 
- Granada mia, amb lletra de López Monís;
- La romeria, i Seguidilla gitana, amb lletra Muñoz Seca i Pérez Fernández, representada en el Teatre Apolo.

Entre les composicions de caràcter escrites per Barrios mereixen especial menció les seves:
- Impresiones de Granada;
- Danzas gitanes;
- Canciones andaluzas.